# Vladimir Luxuria

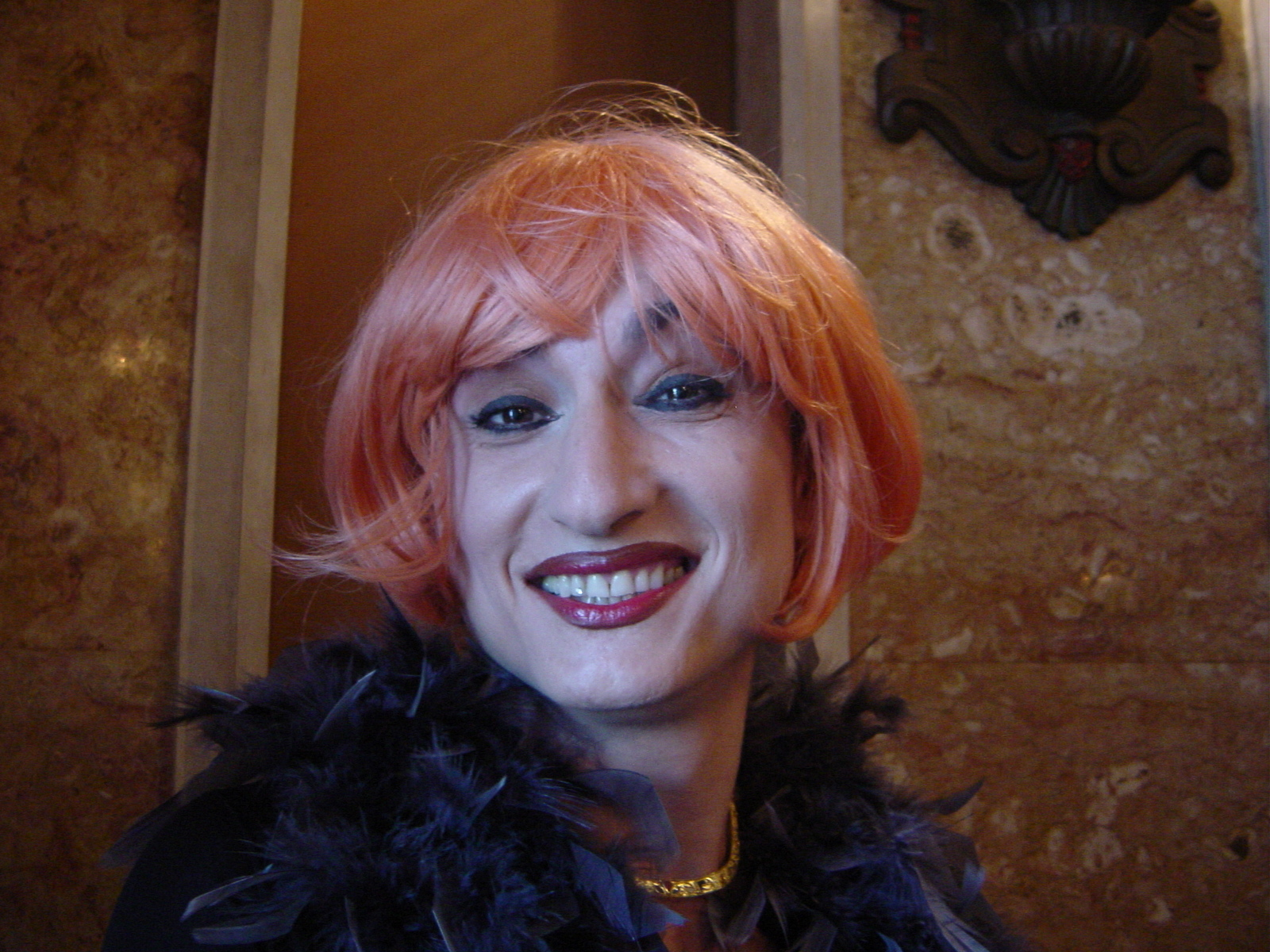
Vladimir Luxuria, 2002

Vladimir Luxuria, pseudoniem van Wladimiro Guadagno, (Foggia, 24 juni 1965) is een Italiaans activiste, politica en actrice.

## Politiek
Luxuria was van 2006 tot 2008 Italiaans kamerlid namens de Heropgerichte Communisten geweest. Luxuria (Italiaans voor 'wellust') is de eerste transseksueel die een zetel bemachtigd heeft in Italië. De verkiezing zorgde bij rechtse partijen voor opschudding en beledigingen van onder anderen Alessandra Mussolini, die tegen Luxuria verklaarde: Meglio fascista che frocio ("beter fascist dan flikker").

## Overige activiteiten
Tevens is zij een van de organisatoren van de eerste Gay Pride in Italië, in 1994. Luxuria, afgestudeerd in de letteren, is verder actief in de homorechtenbeweging en in de liefdadigheid. Verder acteerde Vladi in een tiental films.

## Filmografie

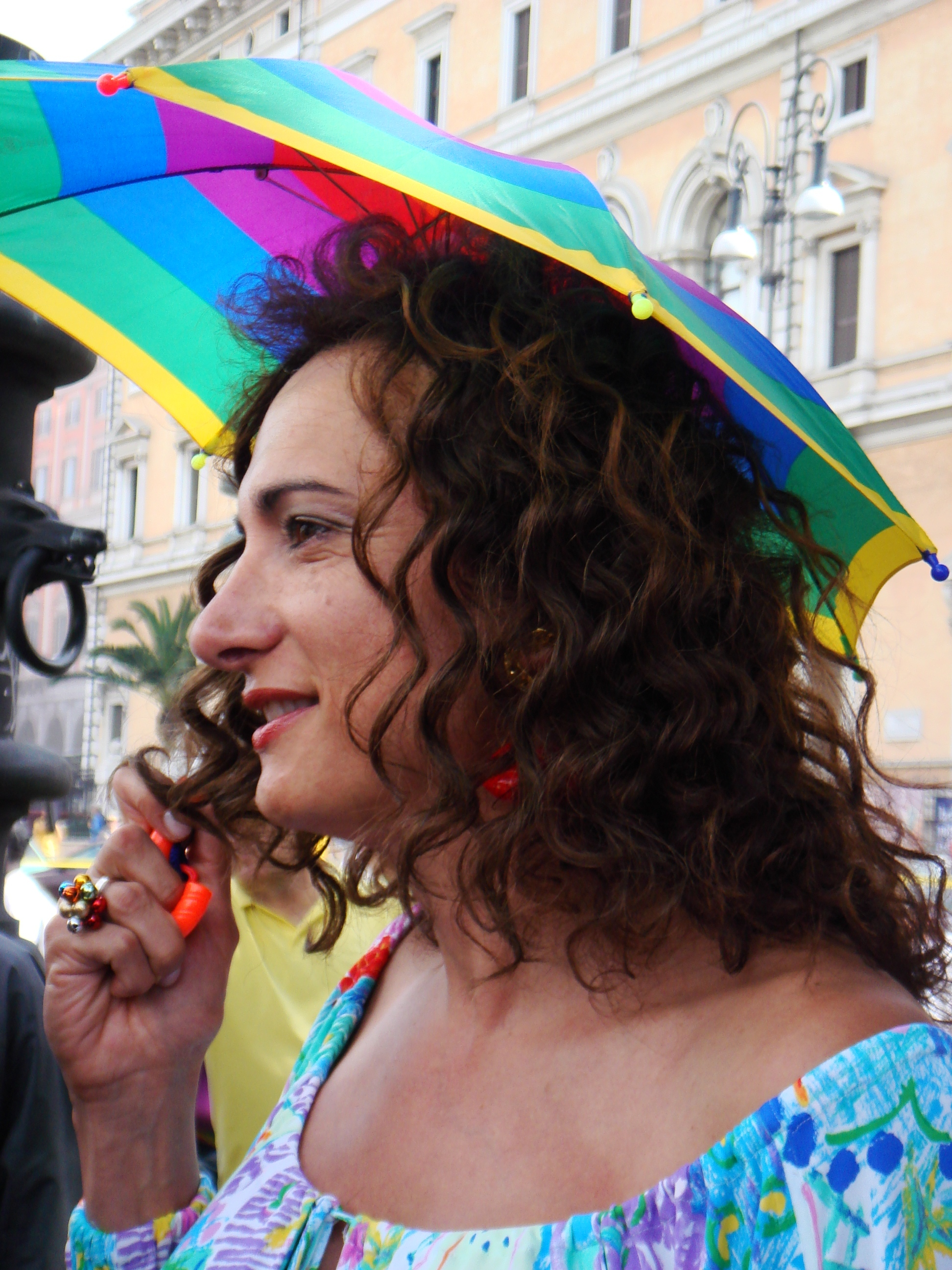
Vladimir Luxuria op de Gay Pride van Rome 2008

- Cena alle nove, Paolo Breccia (1991)
- Come mi vuoi, Carmine Amoroso (1996)
- Tutti giù per terra, Davide Ferrario (1996)
- Sono positivo, Cristiano Bortone (1998)
- La vespa e la regina, Antonello De Leo (1999)
- Guardami, Davide Ferrario (1999)
- Ponte Milvio (film), Roberto Meddi (1999)
- Ogni lasciato è perso, Piero Chiambretti (2000)
- Mater Natura, Massimo Andrei (2005)